# Ralf Metzler
Ralf Metzler (* 13. Oktober 1968 in Neuenbürg) ist ein deutscher theoretischer Physiker. Er ist Professor für theoretische Physik an der Universität Potsdam.

## Leben
Ralf Metzler studierte von 1989 bis 1994 Physik an der Universität Ulm, er schloss das Studium mit einer Diplomarbeit anomale Diffusion ab. 1996 wurde er ebenfalls an der Universität Ulm bei Theo F. Nonnenmacher in mathematischer Physik promoviert. Nach Postdoktorandenstellen in Tel Aviv und am MIT wurde er 2002 Assistenzprofessor am NORDITA, 2006 Associate Professor an der Universität Ottawa und 2007 außerordentlicher Professor an der TU München. Seit 2011 ist er Lehrstuhlinhaber in theoretischer Physik am Institut für Physik und Astronomie der Universität Potsdam.
Metzlers Arbeitsgebiete sind die statistische Physik des Nichtgleichgewichts, weiche Materie sowie theoretische Biophysik.